# Elemi cella

A grafén hexagonális rácsa és egy elemi cella (CDEF)

A kristálytanban és a szilárdtestfizikában elemi cellának nevezik egy kristályrács-szerkezet egy elemét, amely rendelkezik a rács egészének szimmetriaviszonyaival, és amelyből megfelelő transzlációs műveletekkel az egész rács felépíthető. Azon elemi cellát, melynek térfogata minimális, primitív cellának nevezik.

## Bravais-féle elemi cellák
1850-ben Auguste Bravais kísérletei nyomán igazolta, hogy minden háromdimenziós kristály szerkezete megadható 14-féle elemi cella egyikével. Ezen rácsok nem feltétlenül primitív rácsok, ugyanis praktikus olyan elemi cellát választani, mely a rács egészének szimmetriáját mutatja. A háromdimenziós Bravais-rácsok 7 fő típusa:
- köbös
- tetragonális
- monoklin
- ortorombos
- romboéderes
- hexgonális
- triklin

## Primitív cella

A lapcentrált köbös rács primitív cellája (fekete) illetve köbös Bravais-rácsbeli elemi cellája (piros) közti geometriai összefüggés

Pontosan egy rácsponttal rendelkezik a primitív cella, amely a lehetséges legkisebb elemi cella és csak a csúcsain tartalmaz rácspontokat. Ha egy cella csúcspontjában egy rácspont található, amely így egy másik cellának is részét képezi, akkor ezt 1/2-nek számoljuk. Primitív elemi cella például a Wigner–Seitz-cella is, amely olyan pontokból áll, amelyek mindegyike egy kiválasztott rácsponthoz közelebb fekszik, mint bármely más rácsponthoz.